# Tiago Maia
Tiago Manuel da Silva Maia (sinh ngày 18 tháng 9 năm 1992 ở Gondomar, Porto) là một cầu thủ bóng đá người Bồ Đào Nha thi đấu cho S.C. Praiense ở vị trí thủ môn.